# Dalakolonin, Lidingö

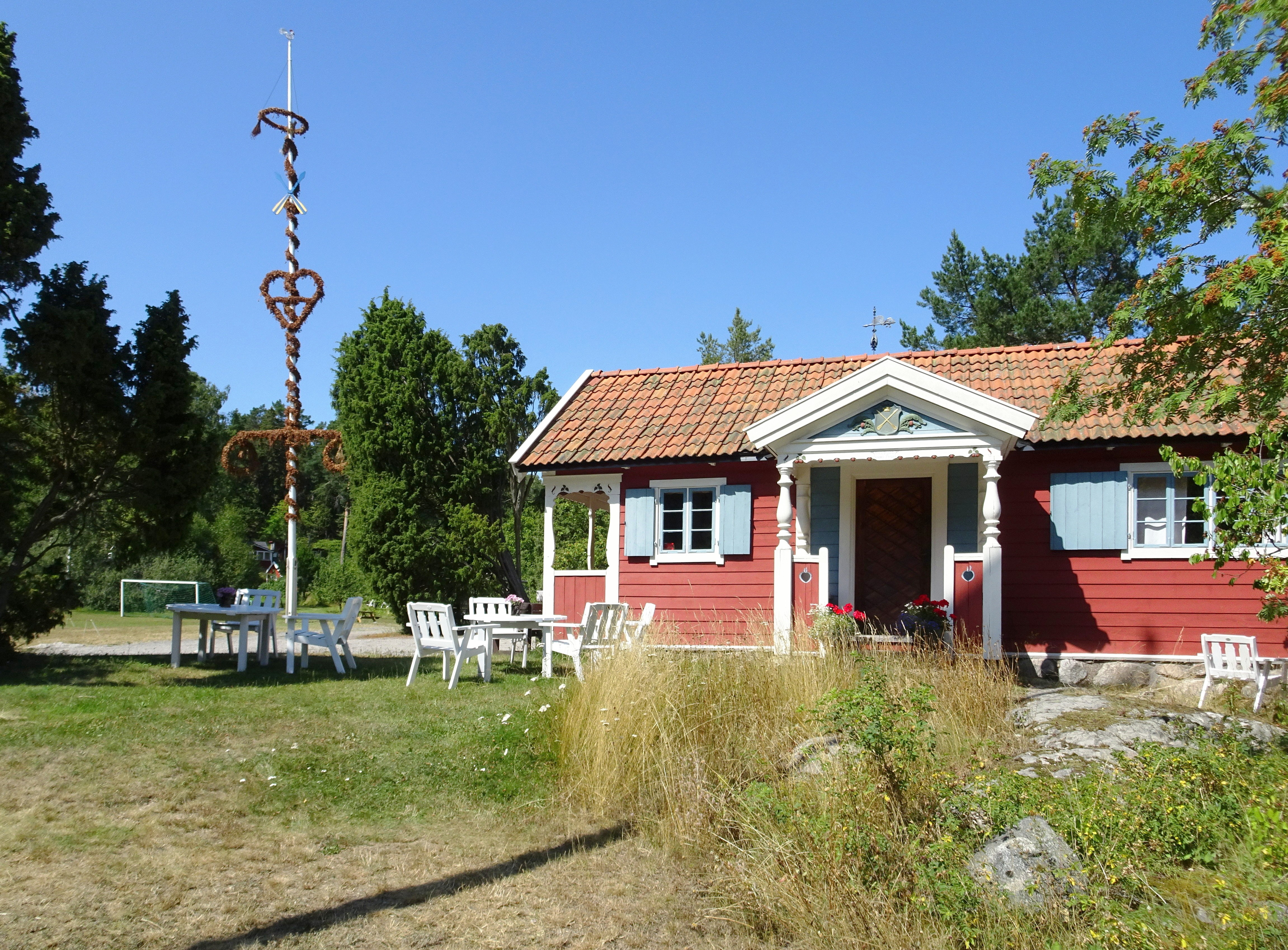
Bystugan och festplatsen, juli 2021.

Dalakolonin är ett område med en samling stugor på Bosön på norra Lidingön i Lidingö kommun. På 1920-talet uppfördes här i skogsbrynet på sluttningen mot Askrikefjärden ett tjugotal små kolonistugor i dalastil. Dalakolonin omfattar idag ett 60-tal stugor och räknas till kommunens kulturhistoriskt värdefulla områden.

## Historik

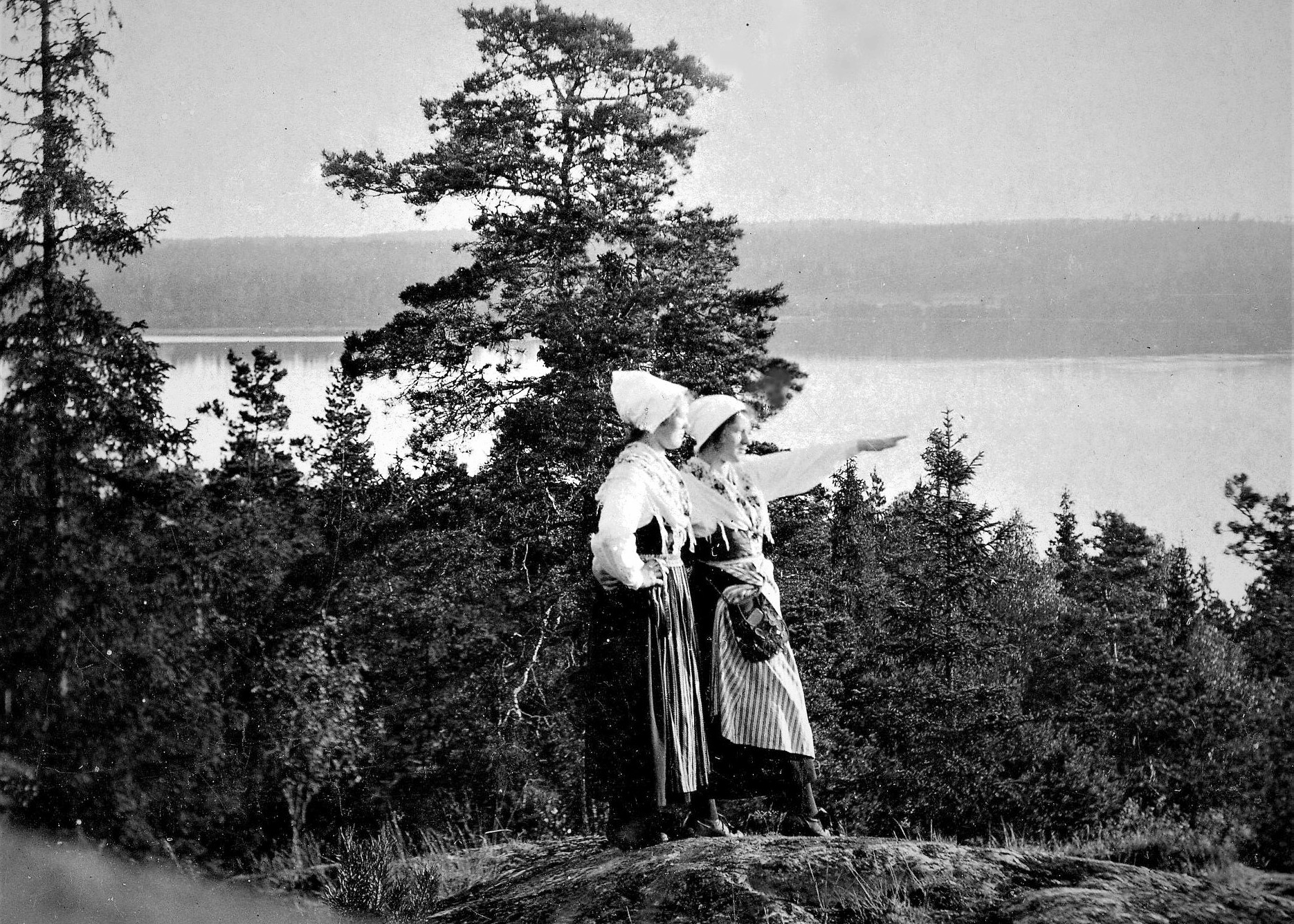
Två kullor i folkdräkt i Dalakolonin.

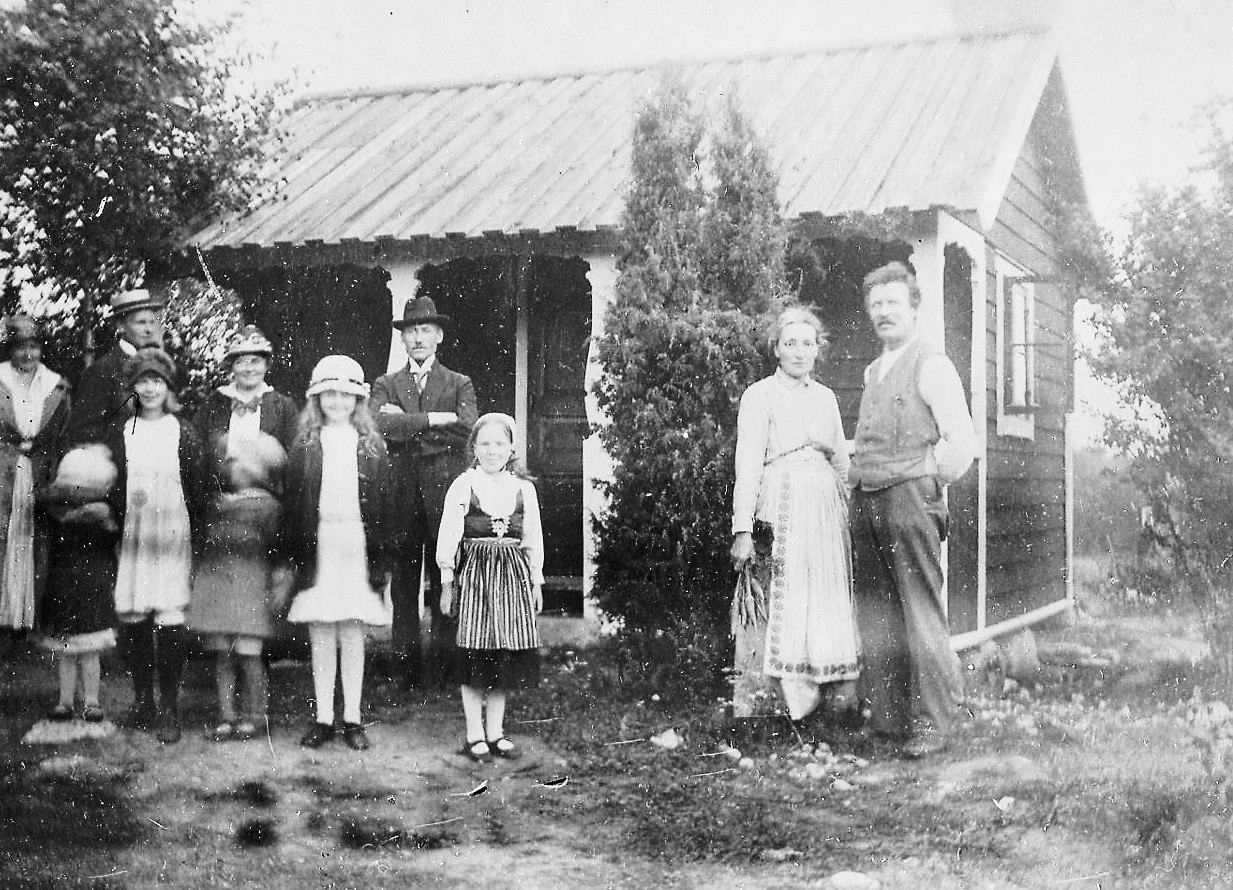
En av de första stugorna på 1920-talet.

Många säsongsarbetare som i äldre tider kom till Stockholm var folk från Dalarna. Masar och kullor vandrade långa vägar från sina byar till huvudstaden för att söka och utföra arbeten bland annat på byggen, i roddtrafik och i kyrkogårdar, parker och privata trädgårdar. Så småningom beslöt en del av dem att bosätta sig med sina familjer för gott i Stockholm och slippa vandra. Man saknade dock gemenskapen från byarna i Dalarna och bildade därför 1902 Dalaföreningen i Stockholm.
Initiativet till ett koloniområde i Stockholms närhet togs av Dalaföreningen. Medlem fick endast den bli som hade några släktband med Dalarna. I april 1918 beslöt Dalaföreningen i Stockholm att bilda en koloniträdgårdsförening. Tanken var att ge föreningens medlemmar möjlighet att på jordlotter i Stockholms närhet odla grönsaker och potatis. Europa befann sig i slutskedet av första världskriget och det rådde även i Sverige brist på baslivsmedel som potatis och andra rotfrukter. På en egen kolonilott kunde man odla det som saknades.
Föreningen fann ett lämpligt område på Bosöns östra sida. Här låg bara en före detta krog från 1700-talet (Ektorpet) och en fiskarbod. Genom kontakter mellan personer i föreningens styrelse och företrädare för Lidingö villastad förmedlades ett arrendekontrakt omfattande åtta hektar skogsmark med strand vid Askrikefjärden. I kontraktet skrevs särskilt att främst potatis skulle odlas på kolonilotterna. Några stugor var inte planerade. På våren 1918 flyttade sex familjer ut till Dalakolonins område och bodde där i tält under våren och sommaren. För att ha någonstans att ta vägen vid dåligt väder byggdes 1918 en liten stuga mitt i området. Den stugan utgör nu köket i Bystugan.
Från och med 1923 fick föreningen även bygga kolonistugor om högst 15 m² och de första 20 små husen restes och placerades i rad i skogsbrynet med en öppen plats framför. Karaktäristiskt för de faluröda stugorna från 1920-talet var de små förstukvistarna med sågade eller svarvade hörnstolpar i ”dalastil”. Så småningom ändrades arrendekontraktet så att det blev möjligt att bygga flera stugor i området. Vägarna var dåliga och byggmaterial transporterades övervägande på pråm. Lättast tog man sig till Dalakolonins område med roddbåt från Ropsten.
På 1930- och 1940-talen uppfördes 34 stugor och vid 1950-talets början ytterligare fem stugor. Mitt i koloniområdet ordnades festplats med dansbana, midsommarstång och Bystugan där föreningen än idag håller sina möten respektive fester. Dalakolonin hade till och med ett eget dansband, kallad Bosökapellet.
Vid Askrikefjärden anlades på försommaren 1936 en badplats med bastu som är inrymd i ett knuttimrat härbre. Det restes 1943 och härrörde från 1700-talet, byggt i Rättvik. Härbret fungerade då som nu som Dalakolonins badrum eftersom stugorna saknar indraget vatten. Från Mälaröarna hämtades fin sand som fraktades med jämna mellanrum på pråmar till badplatsen. Badstranden är tillgänglig för allmänheten, dock inte bastun.

## Dagens Dalakoloni och områdesbestämmelser

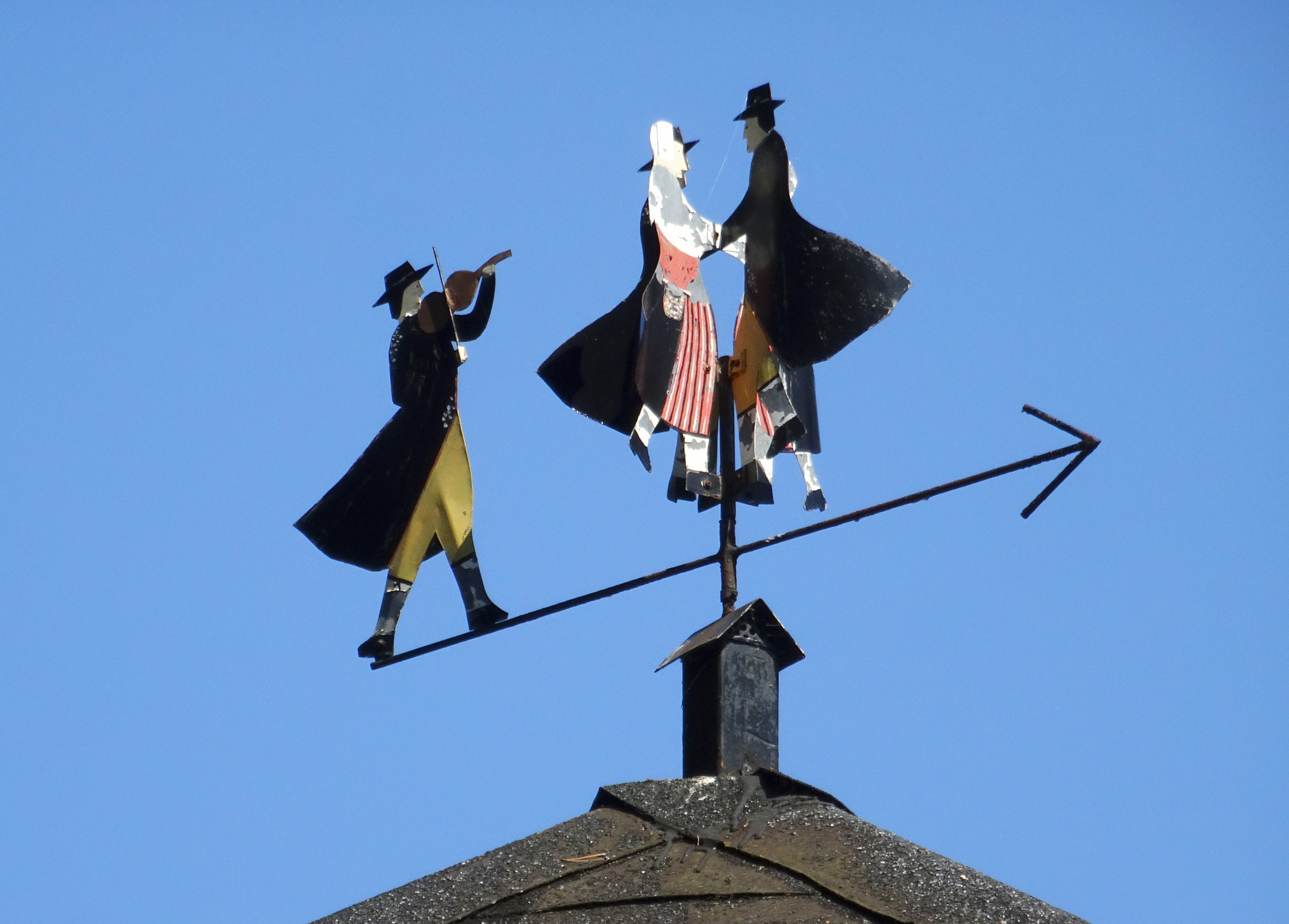
Vindflöjeln på dansbanans tak.

Samvaron var och är viktig för Dalaföreningen och man ordnade, och ordnar fortfarande, midsommarfester, gökotta och höstfester. På 1960-talet var Dalakolonins existens hotad. Efter diskussion och debatt slöt dock Dalaföreningen 1980 ett nytt arrendekontrakt med Lidingö kommun. Idag finns 62 stugor med tillhörande uthus, många av dem är om- och tillbyggda. De ligger spridda i terrängen men fördelar sig på några väl avgränsade delområden, alla med sin särskilda karaktär: Skogen, Plan, Berget, Udden, Vakten och Enslingen. För att få tillgång till en stuga fordras än idag en anknytning till Dalarna. Fortfarande odlas grönsaker och rotfrukter men huvudsyftet med Dalakolonin är gemenskapen i ett anrikt kolonistugeområde.
Äldsta stugan i området på ursprunglig plats är Ektorpet som fanns här redan innan Dalakolonin kom hit. Ektorpet omnämns första gången på 1700-talet. 1773 fanns här en krog i anslutning till strömmingsfiskarnas resrutt in från Vaxholm, där man kunde stanna för en matbit och en sup på väg till försäljningen på Fiskartorget i Stockholm. Torpet brann i slutet av 1700-talet och återuppbyggdes kort därefter. Nuvarande köksdel är från början av 1800-talet. Huset har ett högt och fritt läge och utgör ett viktigt inslag i Dalakolonin. 
Dalaföreningen i Stockholm arrenderar merparten av den aktuella marken av Lidingö Stads Tomtaktiebolag. Lidingö stadsbyggnadskontor upprättade i september 2004 områdesbestämmelser för Dalakolonin. Syftet var att bevara Dalakolonins användningssätt och dess bebyggelse med kolonistugor samt att den rådande variationen mellan områdets olika delar liksom småskaligheten kan förstärkas. Målet är också att undvika åretruntboende med krav på vatten, avlopp, social service och liknande. Kommunens planarkitekt formulerade även förslag och exempel på om- och tillbyggnader med tanke på varsamhet. Den samlade bebyggelsen bedöms av kommunen som helhet vara kulturhistoriskt värdefull i enlighet med Plan- och bygglagen 3:12.

## Bilder

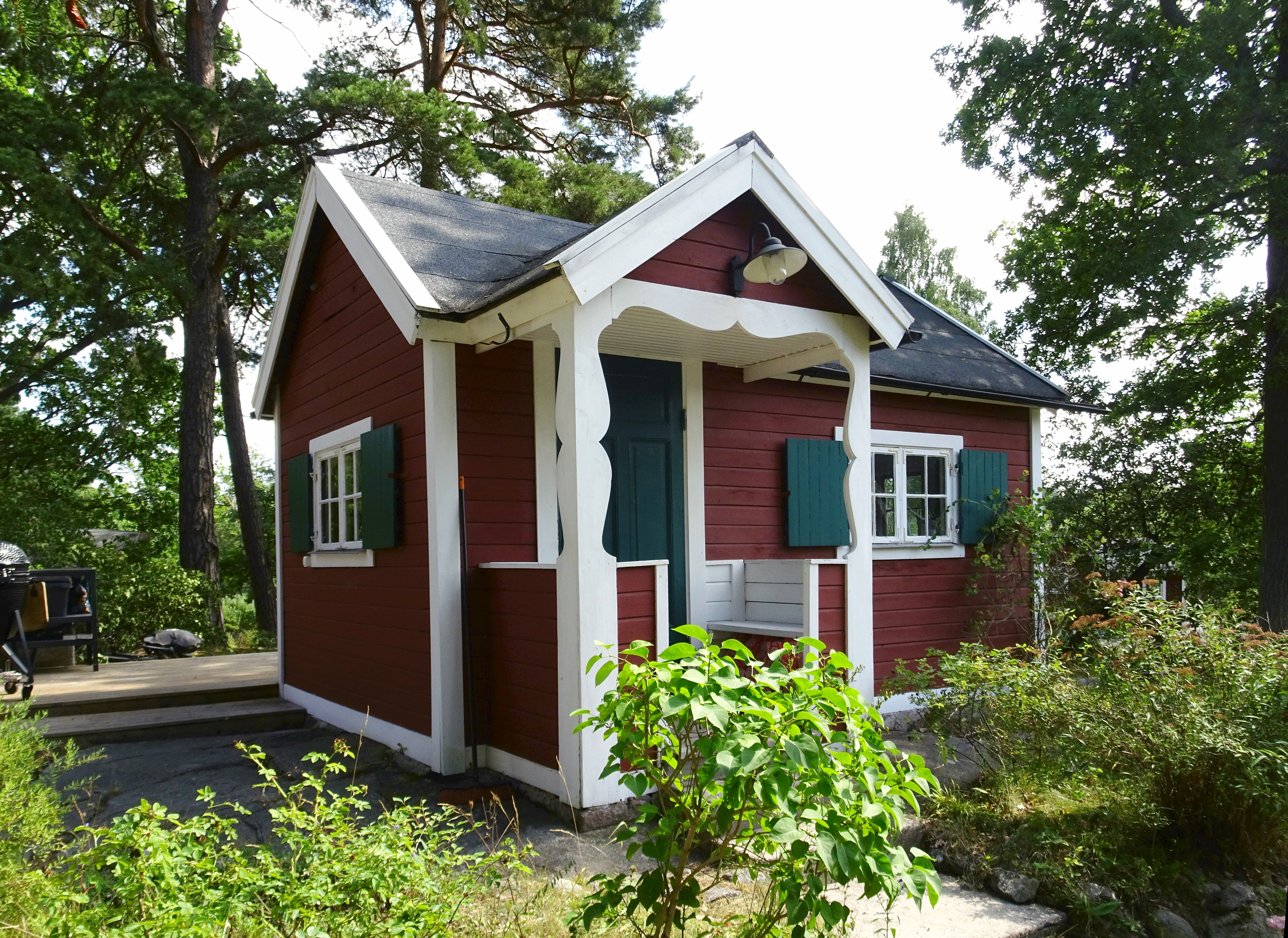
Ursprunglig stuga med förstukvist i dalastil.
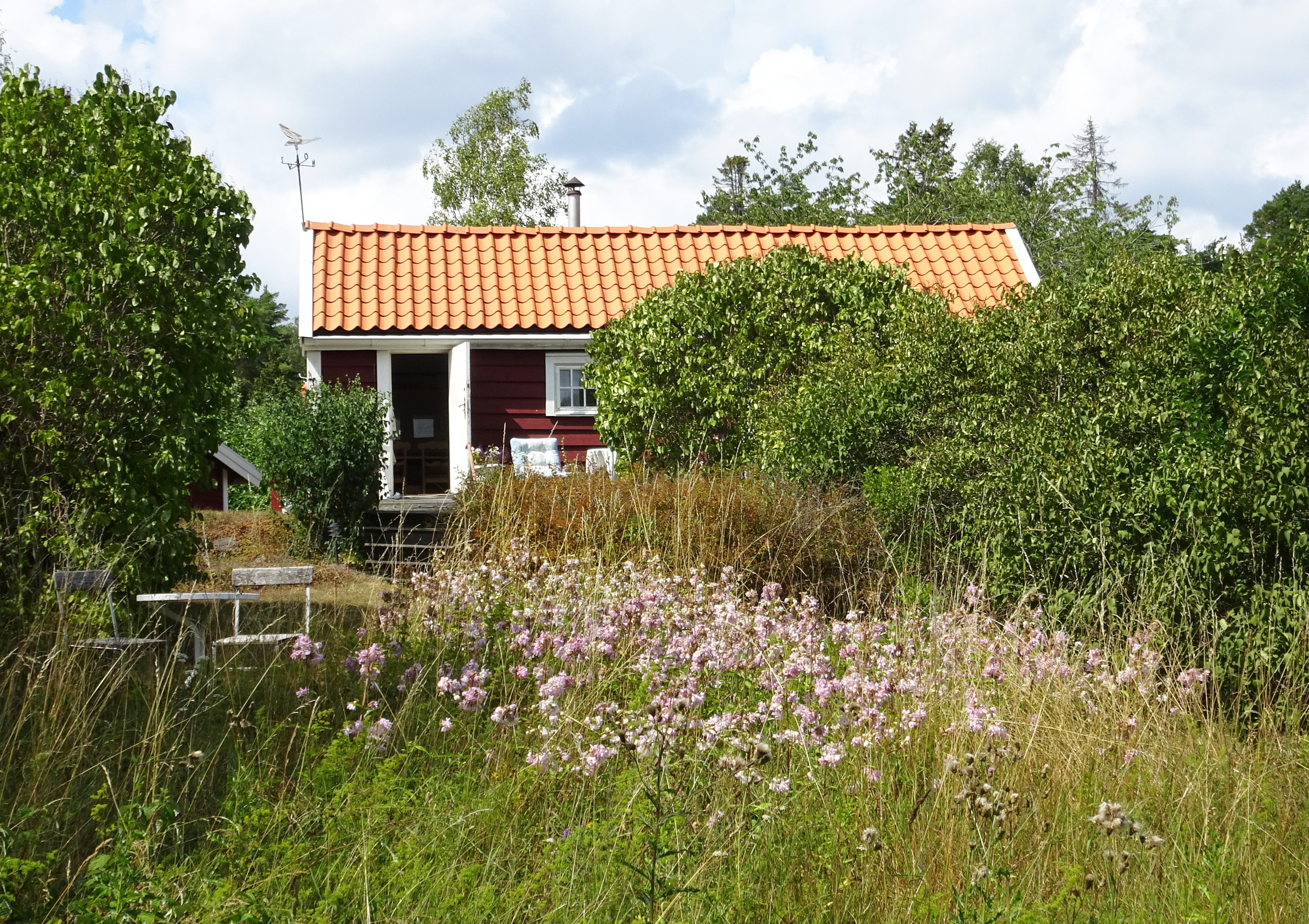
Ektorpet, före detta krog från 1700-talet
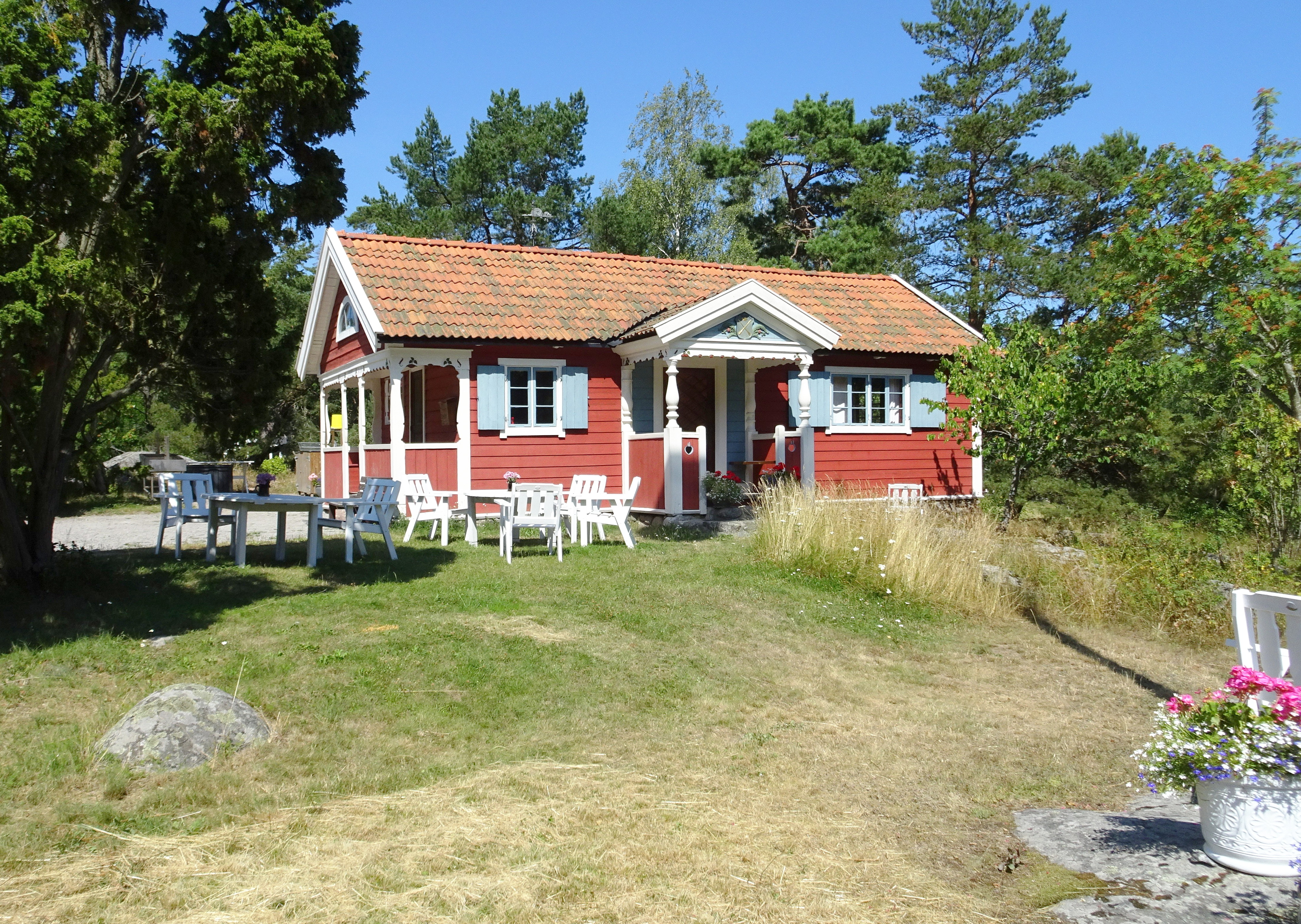
Bystugan från 1930-talet.
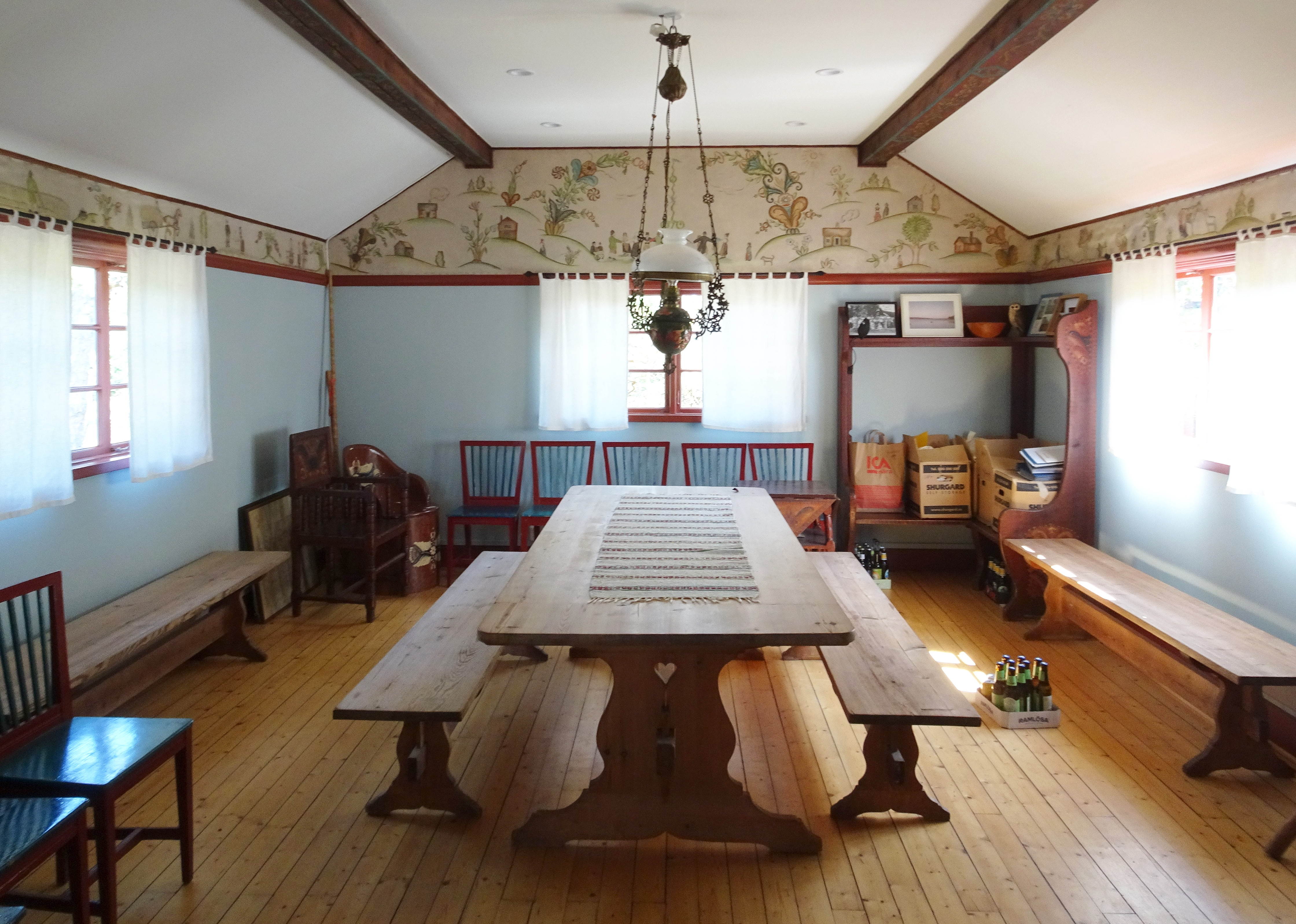
Bystugans interiör.

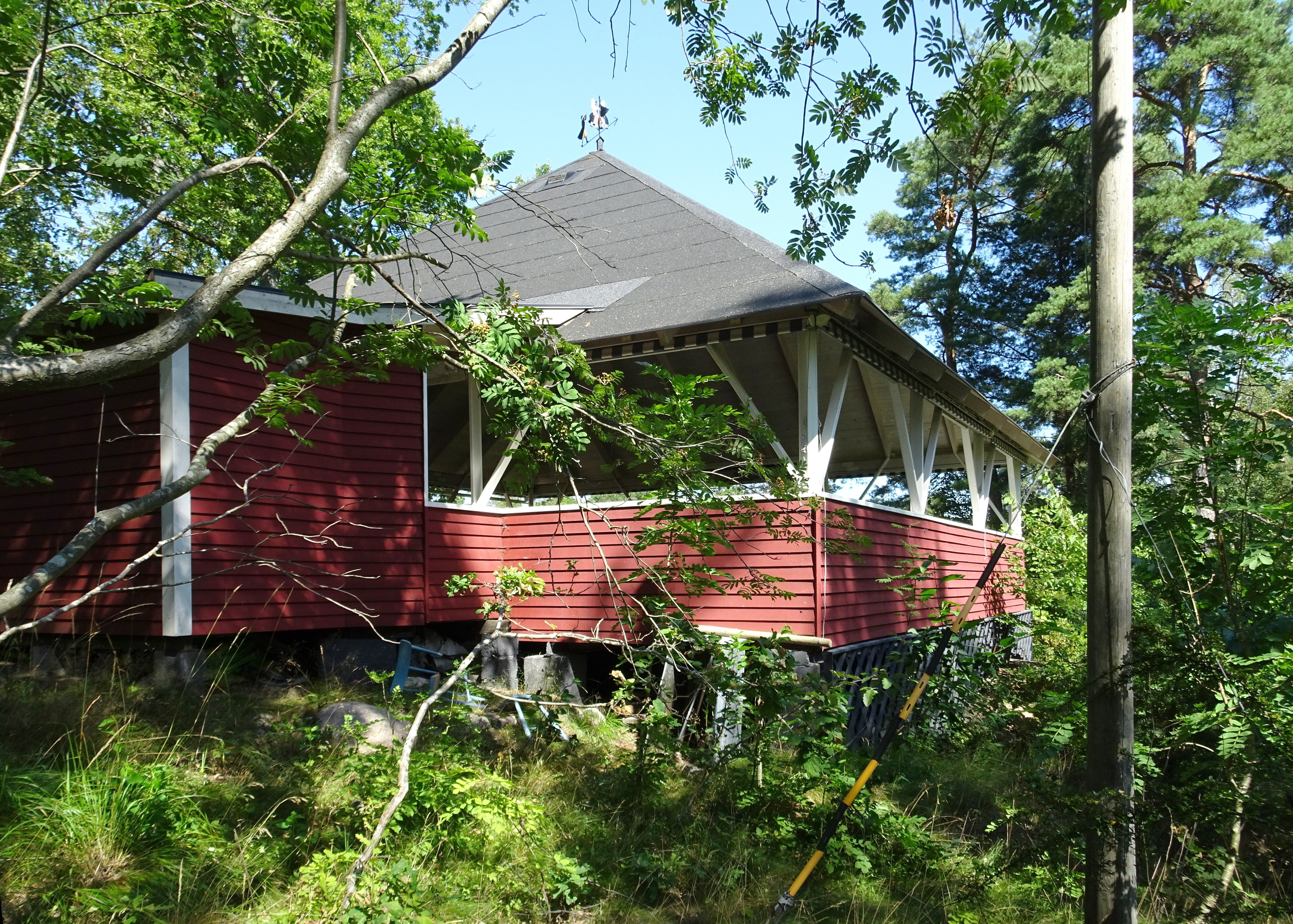
Dansbanan ombyggd på 1990.
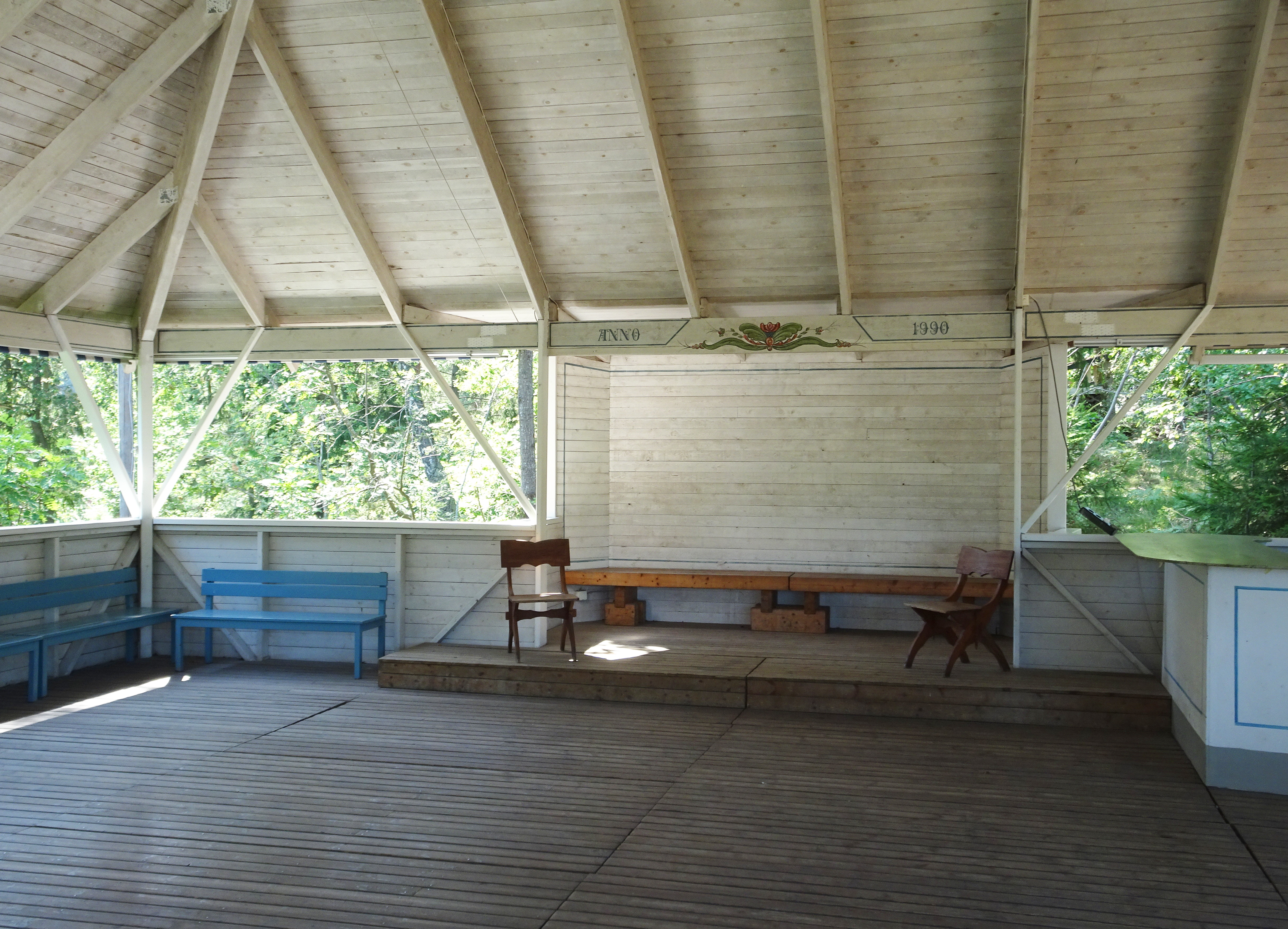
Dansbanans interiör.
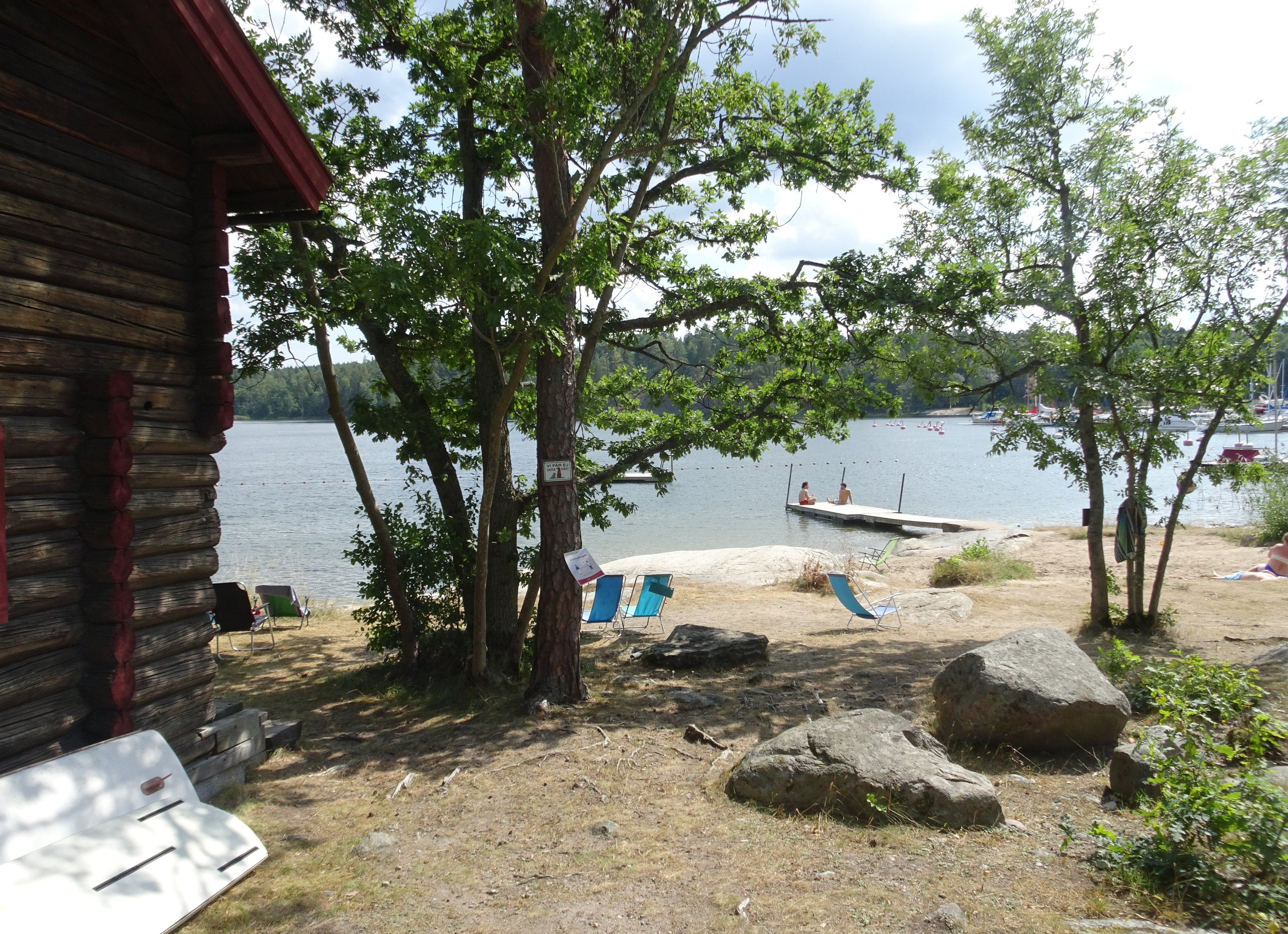
Badplatsen.
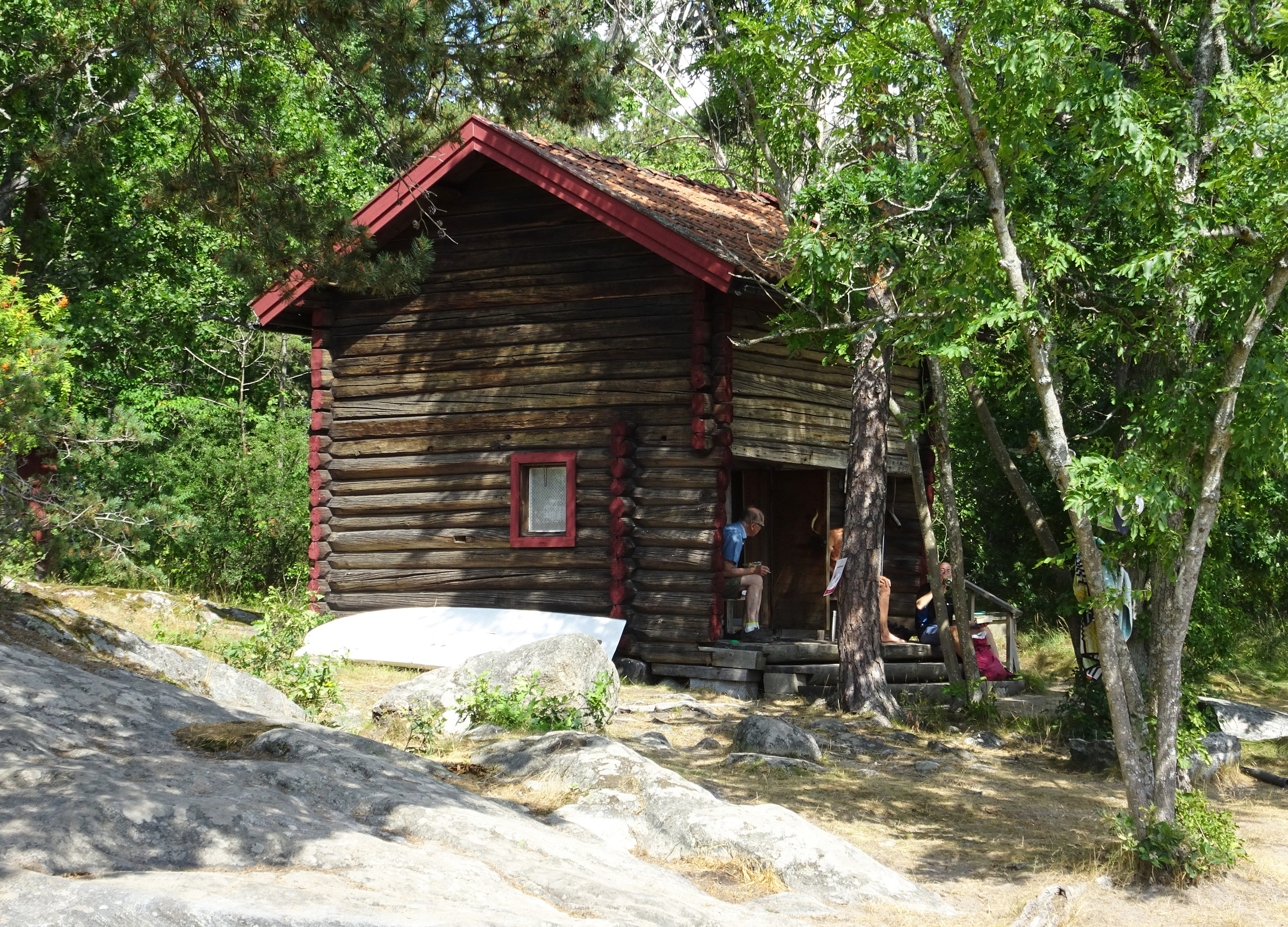
Badhus med bastu från 1700-talet.